# Aethionema orbiculatum
Aethionema orbiculatum là một loài thực vật có hoa trong họ Cải. Loài này được (Boiss.) Hayek mô tả khoa học đầu tiên năm 1925.